# Perrin d'Angicourt
Perrin d'Angicourt foi um famoso trovador e cortesão da Picardia, associado à escola poética de Arras, que floresceu entre 1220 e 1269. Da região de Beauvaisis, é provável que sua cidade natal tenha sido Achicourt. O trovador também era associado à corte de Brabante, do duque Henrique III, e talvez tenha acompanhado o conde Carlos de Anjou à Itália.
Seu nome é uma grafia diminutiva de Pierre. Um nome comum, à época, da Picardia, e muito usado para referenciar pastores em obras literárias. Seu topônimo por vez, Angicourt, pode ser grafado como Angecourt, Angincourt, Anchicourt ou Ancicourt.
Sua fama é comprovada pela preservação de trinta poemas, dos quais dois sobreviveram com melodias. Além disso, fez diversas parcerias nos chamados jeu-parti (equivalente ao tenção galego-português) com outros trovadores, como Jehan Bretel, e foi referenciado múltiplas vezes por Gillebert de Benneville, Gaidifer d'Avion e Jehan de Grieviler. Dos trinta poemas, o mais celebrado foi Quant partiz sui de Prouvence, visto que no seu manuscrito há a citação de ser uma "canção coroada" (couronee).
O último e o mais importante patrono de Perrin foi o conde de Anjou, Carlos, irmão do rei Luís IX de França. O último documento a citar o nome do trovador veio de uma carta de 1269.

## Lista de composições
De Perrin d'Angicourt sobreviveram 30 poemas de autoria precisa. Ao menos um poema (Quant partiz sui de Prouvence) foi coroado pela escola de Arras.
- Jamès ne cuidai avoir;
- Contre la froidor m'est talent repris;
- Il feroit trop bon morir;
- Quant li cincejuz c'escrie;
- Heneur et bone aventure;
- Bone amour, conseilliez moi;
- Chançon vueil fere de moi;
- Onques ne fui sanz amor;
- Quant li biaus estez repere;
- Quant voi le felon tens finé;
- Quant je voi l'erbe amatir;
- Trés haute amor qui tant s'est abessie;
- Amors, dont sens et cortoisie;
- Quant voi en la fin d'esté;
- Onques pour esloignement;
- J'ai un jolif souvenir;
- Li jolis mais ne la fleur qui blanchoie;
- Il ne me chaut d'esté ne de rousée;
- Quant li biaus estez revient;
- An voit souvent en chantant amenrir;
- Au tens nouvel que cil oisel;
- Je ne chant pas pour verdor;
- Quant partitz sui de Prouvence;
- Lors quant je voi le buisson en verdure;
- Biau m'est du tens de gain qui verdoie;
- Haute esperance garnie;
- Helas! Or ai ge trop duré;
- Perrin d'Angicourt, respondés;
- Il convient k'en la Candeille;
- Que fevrier vet definant.